# Свиное рыло
«Свино́е ры́ло» — четвёртый студийный альбом белорусского музыкального проекта ЛСП, выпущенный 11 сентября 2020 года на лейбле Zhara Distribution. Это первый альбом ЛСП с 2017 года, когда вышел Tragic City, и первый его альбом, записанный без участия Ромы Англичанина. Альбом «Свиное рыло» выполнен в форме рэп-мюзикла, в котором на новый лад рассказывается история трёх поросят и волка. Для каждой песни было сделано лирик-видео, визуализацией которых занималась Maria Ozirna.

## Предпосылки
Первые упоминания об альбоме появились летом 2019 года: тогда в фанатском Telegram-канале был выложен якобы список композиций релиза, который затем попал в историю Instagram-аккаунта ЛСП, что многими было воспринято как шутка.

## Релиз и продвижение
Альбом «Свиное рыло» вышел 11 сентября 2020 года. В этот же день прошла его презентация в пабе Backdoor в Минске, представляющая из себя камерное представление в небольшом сидячем зале, куда были приглашены ближайшие друзья Олега, участники его концертной группы и коллеги-артисты: Бакей, певица Лиса и Тима Белорусских. Презентация состояла во включении официальных лирик-видео, на фоне которых и выступали ЛСП, Пётр Клюев и Валера Bumer, исполнившие роли Свина, Сниффа и Снаффа соответственно.

## Отзывы
Обозревая альбом «Свиное рыло» для сайта The Flow, Андрей Недашковский отметил следующее:
Будто робот Бендер, прячущий в нагрудный контейнер всё, что плохо лежит, Савченко заимствует для альбома мотивы из хитов „Ляписа“ и Элджея, цитаты Александра Серова и группы „Многоточие“, превращает в эдлиб узнаваемое „Кто там?“ из „Простоквашино“. <…> Здесь жёстко переигрывают, декорации криво сколочены и торчат в разные стороны, но это почему-то идёт постановке только на пользу. Намешана куча жанров — от соула про секс у камина и кабацкого шансона до хип-хауса. Здесь уютно и смешно.
По итогам 2020 г. сайт The Flow поставил альбом на 4 место в рейтинге лучших альбомов года.
Артём Макарский с сайта «Афиша Daily», обращая внимание на тот факт, что песни ЛСП «всегда работали в режиме перехода между романтичным и трагичным регистрами», написал, что впервые, как ему показалось, со времён мини-альбома «Видеть цветные сны» текстовое наполнение и музыкальное сопровождение песен ЛСП «вызывают в основном улыбку и кажутся осознанно смешными». «Здесь есть, кажется, всё, но ничего не грузит. Немного трэша, немного секса, немного любви», — отозвался об альбоме Илья Легостаев из газеты «Московский комсомолец».

## Сюжет
Альбом рассказывает историю свина по имени Свиное рыло, или просто Свин.
1. «Свиное рыло» — открывает повествование альбома и представляет введение в биографию Свина. Место действия — Свинский Союз, 1970-е. Свиное рыло в одиночку растит бабушка-алкоголичка. В школе он изгой и, как и дома, сталкивается с физическим насилием. Окончив школу, Свин отправляется в армию. Получив на войне ранения, герой возвращается домой и застаёт «пигистройку». Свинский Союз распадается. Свин задумывается о собственном заработке.
2. «Подельник» — история, как после демобилизации двух братьев, Сниффа и Снаффа, в 1980-х Свин вместе с ними начинает торговать на рынке желудями. В выступлении Снаффа упоминается, что деньги они собирают себе на «новый, кирпичный дом».
3. «Спрос» — описание действий трёх братьев после того, как они обнаружили, что спрос на их товар ощутимо упал по причине возросшей конкуренции, и вскоре их бизнес рискует умереть. Они решают продвигать его через песни: записывается песня о пользе желудей, и её включают в пиратские сборники с поп-музыкой. После обретения определённой популярности Свин, Снифф и Снафф решают стать профессиональными певцами, чтобы зарабатывать концертами.
4. «Стиморол» — история о том, как Свин встретил Лису и влюбился в неё. Начинается она с того, что братья обсуждают свой первый концерт, который должен пройти через три дня. Снифф прогнозирует, что билеты разберут в последний день, и Свин предлагает устроить препати. Братья отправляются в ночной клуб, где на танцполе напившийся Свин и встречает Лису.
5. «Нежный зверь» — Свин окрылён страстью и собирается нанести визит Лисе.
6. «Вдвоём (Интерлюдия)» — на автоответчик братьев приходит сообщение Свина, где он говорит, что ненадолго пропадёт, и просит Сниффа со Снаффом порепетировать выступление вдвоём. Лиса впускает героя в свою квартиру, где его ждёт романтическая обстановка: камин, свечи, вино. Свин хвалит приготовления Лисы, но все его мысли занимает секс.
7. «Грязный рубль» — введение персонажа по имени Грязный рубль. Волк вместе с подельниками крышует рынок и требует со Сниффа со Снаффом процент с их прибыли, угрожая убийством в случае отказа. Они отказываются, и Рубль вместе с другими волками делает из них бекон, кладя рядом с трупами по одной монетке.
8. «В её постели» — после трёх дней секса с Лисой Свин понимает, что они с ней несовместимы: та недовольна, что он запачкал её постельное бельё, уютную квартиру с евроремонтом превратил в хлев, и понимает, что Свин ей не интересен и отвратителен.
9. «Обряд» — Свин покидает Лису и по дороге в свой район рассуждает об их горьком расставании. Он к ней больше не вернётся. Свин приходит в свой двор, видит, что всё залито в крови, и в первый и последний раз в жизни плачет. Выкопав братьям могилы, Свин замечает рядом с трупами два грязных рубля. Он решает отомстить волку и отправляется на его поиски, вооружившись топором и АК.
10. «Твоя вина» — Свин находит Грязного рубля, они обмениваются аргументами, кто из них не прав. Волк говорит, что это Свин бросил братьев ради любви, тот отвечает, что корит себя за это, но ответственность за их убийство несёт его визави. Грязный рубль предлагает решить всё мирно, поделившись со Свином половиной рынка, протекцией и связями. Свин не желает всего этого слушать и убивает волка.
11. «Убийца Свин» — заключительный трек альбома. Свин сидит на остановке вместе со шкурой освежёванного Грязного рубля. Он отомстил за родных, но стало ли ему легче?

## Список композиций
| №                   | Название                                | Автор(ы)            | Продюсер(ы)         | Длительность |
| ------------------- | --------------------------------------- | ------------------- | ------------------- | ------------ |
| 1.                  | «Свиное рыло»                           | Олег Савченко       | Stereoryze          | 3:05         |
| 2.                  | «Подельник» (при уч. Снифф & Снафф)     | Савченко            | Stereoryze          | 2:37         |
| 3.                  | «Спрос»                                 | Савченко            | Davip               | 2:49         |
| 4.                  | «Стиморол»                              | Савченко            | Muzza Lounatic      | 2:36         |
| 5.                  | «Нежный зверь»                          | Савченко            | Breezey Muzik       | 1:50         |
| 6.                  | «Вдвоём (Интерлюдия)»                   | Савченко            | Stereoryze          | 2:20         |
| 7.                  | «Грязный рубль» (при уч. Грязный рубль) | Савченко            | New Fear            | 2:25         |
| 8.                  | «В её постели»                          | Савченко            | areyouok            | 2:57         |
| 9.                  | «Обряд»                                 | Савченко            | Sp4k                | 3:54         |
| 10.                 | «Твоя вина» (при уч. Грязный рубль)     | Савченко            | New Fear            | 2:02         |
| 11.                 | «Убийца Свин»                           | Савченко            | Антон Докучаев      | 2:29         |
| Общая длительность: | Общая длительность:                     | Общая длительность: | Общая длительность: | 29:04        |

## Участники записи
В ролях:
- Свин — Олег Савченко — 1—6, 8—11
- Снифф — Пётр Клюев — 2
- Снафф — Валера Bumer — 2
- Лиса — Владислава Савченко — 5, 6, 8
- Грязный рубль — Денис Астапов — 7, 10

Музыка:
- Stereoryze — 1—2, 6
- Davip — 3
- Muzza — 4
- Lounatic — 4
- Breezey Muzik — 5
- New Fear — 7, 10
- areyouok — 8
- Sp4k — 9
- Антон Докучаев — 11

Обложка: Виктор Титов
Сведение / мастеринг: Сергей Комар